# Gandž Náme
Gandž Náme (persky گنج نامه‎) je epigrafická památka nacházející se v Íránu na skalní stěně hory Alvand 5 km jihozápadně od Hamadánu. Nápis je vytesán do žuly a skládá se ze dvou částí. V levé části se nachází nápis krále Dáreia I. a v pravé části nápis krále Xerxa I.
Oba nápisy jsou napsány ve třech jazycích ve staré perštině, elamštině a babylonštině. Text oslavuje boha Ahura Mazdu a popisuje skutky obou králů včetně popisu jejich rodokmenu.

## Gandž Náme
Výraz Gandž Náme znamená v češtině Kniha pokladu. Název vznikl tak, že pozdější generace Peršanů, jenž nedokázali přečíst klínové písmo, věřili, že rozluštění nápisu je dovede k velkému pokladu. Tyto nápisy se podařilo rozluštit až Angličanu Henrymu Rawlinsonovi.

## Xerxés

### Klínopis
𐎠𐎭𐎶𐏐𐎧𐏁𐎩𐎠𐎼𐏁𐎠𐏐𐎧 𐏁 𐎠 𐎩 𐎰 𐎡 𐎩𐏐𐎺𐏀𐎼𐎣𐏐𐎧𐏁𐎠𐎩𐎰𐎡𐎩𐏐𐎧𐏁
𐎠𐎩𐎰𐎡𐎩𐎠𐎴𐎠𐎶𐏐𐎧 𐏁 𐎠 𐎩 𐎰 𐎡 𐎩𐏐𐎭𐏃𐎩𐎢𐎴𐎠𐎶𐏐𐎱𐎽𐎢𐏀𐎴𐎠𐎴𐎠𐎶𐏐𐎧 𐏁 𐎠 𐎩 𐎰 𐎡 𐎩𐏐𐎠𐏃𐎩𐎠𐎩𐎠𐏐𐎲𐎢𐎷𐎡𐎩𐎠𐏐𐎺𐏀𐎼𐎣𐎠𐎩𐎠𐏐𐎯𐎢𐎼𐎡𐎩𐏐𐎠𐎱𐎡𐎩𐏐𐎭 𐎠 𐎼 𐎩 𐎺 𐎢 𐏁𐏐𐎧 𐏁 𐎠 𐎩 𐎰 𐎡 𐎩𐏐𐏃𐎩𐎠𐏐𐎱𐎢𐏂𐏐𐏃𐎧𐎠𐎶𐎴𐎡𐏁𐎡𐎩

### Překlad
- Já jsem Chašajárašá (Xerxés) veliký král, král králů, král zemí s mnoha obyvateli, král tohoto rozlehlého království s mnoha provinciemi, syn krále Dáreia z rodu Achaimenovců.